# Prato-di-Giovellina
Prato-di-Giovellina (en cors U Pratu di Ghjuvellina) és un municipi francès, situat a la regió de Còrsega, al departament d'Alta Còrsega. L'any 1999 tenia 40 habitants.

## Demografia
| 1962 | 1968 | 1975 | 1982 | 1990 | 1999 |
| ---- | ---- | ---- | ---- | ---- | ---- |
| 41   | 57   | 54   | 47   | 39   | 40   |

## Administració
| Període   | Identitat            | Partit | Qualitat |  |
| --------- | -------------------- | ------ | -------- |  |
| 1995-2000 | Éric Sanchez         |        |          |  |
| 2000-     | Jean-Pierre Graziani |        |          |  |
| 2008-     | José Simoni          |        |          |  |

## Personatges il·lustres
- Jean Nasica, metge i resistent.